# Parola
Parola là một thành phố và là nơi đặt hội đồng đô thị (municipal council) của quận Jalgaon thuộc bang Maharashtra, Ấn Độ.

## Địa lý
Parola có vị trí 20°53′B 75°07′Đ / 20,88°B 75,12°Đ Nó có độ cao trung bình là 261 mét (856 feet).

## Nhân khẩu
Theo điều tra dân số năm 2001 của Ấn Độ, Parola có dân số 34.800 người. Phái nam chiếm 52% tổng số dân và phái nữ chiếm 48%. Parola có tỷ lệ 69% biết đọc biết viết, cao hơn tỷ lệ trung bình toàn quốc là 59,5%: tỷ lệ cho phái nam là 76%, và tỷ lệ cho phái nữ là 61%. Tại Parola, 13% dân số nhỏ hơn 6 tuổi.